# Ордибехещ
Ордибехещ (на персийски: اردیبهشت) е вторият месец на годината според иранския календар.
Той се състои от 31 дни и е втори месец на пролетта. Спрямо Григорианския календар месец ордибехещ е между 21 април и 21 май.

## Етимология
Месеците на иранския календар носят имената на зороастрийските язати. Ордибехещ произлиза от Аша Вахища, един от седемте божества Амеша Спента и на авестийски език означава справедливост и истина.

## Празници
- 2 ордибехещ – Ден на Земята.
- 11 ордибехещ (1 май) – Международен ден на труда
- 18 ордибехещ (8 май) – Международен ден на Червения кръст и Червения полумесец.
- 21 ордибехещ – Ден на учителя.

## Събития и чествания
- 1 ордибехещ – Ден за честване на Саади, персийски поет.
- 3 ордибехещ – Ден за честване на Баха ад-Дин ал-Амили, персийски математик, астроном и поет.
- 5 ордибехещ – Американско нападение на Иран (1980 г.)
- 10 ордибехещ – Ден на Персийския залив.
- 25 ордибехещ – Ден за честване на Фирдоуси, персийски поет
- 28 ордибехещ – Ден за честване на Омар Хаям, персийски поет
- 30 ордибехещ – Ден на иранистиката